# Григорьев, Анатолий Иванович (физиолог)
Анато́лий Ива́нович Григо́рьев (23 марта 1943 — 11 февраля 2023) — советский и российский физиолог. Академик РАН (1997, членкор АН СССР с 1990) и в 2007—2017 годах её вице-президент, академик РАМН (1993), членкор АМН СССР (1988). В 1988—2008 годах директор Института медико-биологических проблем РАН, куда поступил после окончания вуза в 1966 году, его научный руководитель с 2008 года. Профессор МГУ и заведующий его кафедрой факультета фундаментальной медицины (с 2001). Лауреат Государственной премии СССР (1989) и двух Государственных премий РФ (2001, 2013). Заслуженный деятель науки РФ (1996). Один из основоположников мировой космической медицины, ученик легендарного академика О. Г. Газенко.

## Биография
Родился в семье военнослужащих в селе Меделевка (Радомышльский район, Житомирская область); отец — Иван Григорьевич (род. 1911), мать — Ольга Исаковна (род. 1917). Окончил как врач-лечебник в 1966 году 2-й московский медицинский институт им. Н. И. Пирогова и тогда же поступил в аспирантуру Института медико-биологических проблем (окончил её под руководством академика В. В. Парина), в котором прошёл путь до директора (1988—2008); с 1978 года заведующий лабораторией, с 1980 года заведующий отделом, с 1983 года первый заместитель директора, с октября 2008 г. научный руководитель ИМБП. Доктор медицинских наук (1980, кандидат 1970), профессор (1986). Академик-секретарь Отделения биологических наук РАН (2002—2008?9), вице-президент РАН (2007—2017), член Президиума РАН с 2001 года.
Научные интересы — космические медицина и биология: исследование различных органов и систем человеческого организма (почек, водно-солевого обмена, систем гормональной регуляции, опорно-двигательного аппарата, обмена веществ и др.) при действии различных факторов космического полёта. С 1988 по 2008 год руководил медицинским обеспечением космических полётов в России на ОС «Мир» и Международной космической станции.
С 1996 года возглавлял кафедру экстремальной и экологической медицины на факультете фундаментальной медицины МГУ, читал курс лекций по военной и экстремальной медицине.
Вице-президент Международной астронавтической федерации (2004—2006).
Супруга — Дорохова Белла Радиковна (род. 1939); сыновья Сергей (род. 1969) и Игорь (род. 1971).
Скончался 11 февраля 2023 года. Похоронен в Москве на Троекуровском кладбище (участок 35).

## Отличия
- Кавалер ордена «За заслуги перед Отечеством» II (2013)[8], III (2008) и IV (2003) степени
- Орден «Знак Почёта» (1976)
- Орден Трудового Красного Знамени (1982)
- Лауреат Государственной премии СССР (1989)
- Дважды лауреат премии Правительства РФ в области науки и техники (1996, 2003)
- Лауреат Государственной премии Российской Федерации в области науки и техники (2001) — в составе авторского коллектива за работу «Управление движением при сенсорных нарушениях в условиях микрогравитации и информационное обеспечение максимального контроля качества визуальной стабилизации космических объектов»[9]
- Лауреат полной Демидовской премии (2008) — за выдающийся вклад в фундаментальные и прикладные исследования в области космической биологии и медицины
- Лауреат Государственной премии Российской Федерации в области науки и технологий (2013) — за научное обоснование, разработку и практическую реализацию системы медицинского обеспечения экипажей при длительных космических полётах
- Премия имени А. А. Ухтомского РАН (2009) — за цикл работ «Изучение функционального состояния и деятельности здорового человека в экстремальных условиях»
- Премия имени Л. А. Орбели РАН (совместно с И. Б. Козловской, за 2013 год) — за цикл работ «Гравитационная физиология»
- Золотая медаль имени И. М. Сеченова РАН (2014) — за цикл научных работ «Влияние факторов космического полета на функциональное состояние основных физиологических систем человека»
- Дважды лауреат премии РАМН им. академика В. В. Парина (1996, 2003)
- Лауреат премии имени М. В. Ломоносова I степени (2013)— за цикл работ «Адаптация физиологических систем человека к факторам космического полёта и система профилактики»
- Премия «Триумф» (2006)
- Премия «Призвание» в номинации «За создание нового направления в медицине» (2009) — за работы по внедрению методов, средств и технологий космической медицины в практику здравоохранения
- Знак отличия «За верность космосу» (2021) — за личный вклад в реализацию космических программ и проектов и многолетний добросовестный труд[10]
- Почётная грамота Правительства Российской Федерации (2013) — за многолетнюю плодотворную научную деятельность и большой вклад в развитие космической медицины[11]

Иностранные
- Орден «Знамя труда» (Германская Демократическая Республика, 1985)
- Большой золотой знак Почёта за заслуги перед Австрийской Республикой (1993)
- Орден Достык 2 степени (Казахстан, 10 декабря 2001) — за значительный вклад в укрепление мира, дружбы и сотрудничества между государствами и народами, а также в связи с 10-летием независимости республики[12]
- Офицер Ордена Почётного легиона (2004)
- Медали Германа Оберта (ФРГ), Я. Пуркинье (ЧехАН), Золотой Медалью НАСА, медалью КОСПАР
- Лауреат премии Г.Стругхолда[англ.] Ассоциации космической медицины (1988)[13]
- Лауреат мемориальной премии Аллана Эмиля[англ.] Международной астронавтической федерации (1996)
- Лауреат премии Л.Х. Бауэра[англ.] американской Аэрокосмической медицинской ассоциации[англ.] (2001)[14]
- Лауреат премии Франсуа Ксавье-Баньу (англ. Francois-Xavier Bagnoud Aerospace Prize, США)
- Почётный доктор Лионского университета